# José Navarro Alcácer
José Navarro Alcácer (Valencia, 1891 - 1988) fue un industrial, científico y pedagogo español divulgador en Valencia de los métodos pedagógicos de la Institución Libre de Enseñanza. Creador de la "Escuela Cossío", activa entre 1930 y 1939. Desde 1920 se especializó en el campo de la investigación de la fundición de metales –tema sobre el que fue autor de variada bibliografía–, llegando a ser, durante el franquismo, impulsor del Centro Nacional de Investigaciones Metalúrgicas, consejero de honor del Consejo Superior de Investigaciones Científicas y presidente de honor de ATF de España.

## Biografía
Navarro Alcácer nació en Valencia en 1891 y procedía de una familia culta y progresista; su padre era un industrial valenciano que había estudiado derecho con Eduardo Pérez Pujol, en el círculo regeneracionista de Francisco Giner de los Ríos. Estudió ingeniería industrial en Madrid entre 1910 y 1916 y allí entró en contacto con el ambiente y las ideas de la Institución Libre de Enseñanza. A su regreso a Valencia montó en la capital del Turia una empresa de estampación de metales, iniciando un periodo de investigación y experimentación en el campo de la metalurgia y comenzando a publicar diversos tratados sobre el tema. En 1928, ocupó la cátedra de Metalografía en la Escuela del Trabajo de Valencia (la futura Escuela Industrial). Al mismo tiempo se inició en la enseñanza en la «Escuela de Artesanos de Valencia» (1917), dando clases teórico-prácticas de electricidad de forma gratuita y en horario nocturno a los obreros que asistían a ella, y en 1918 entró en la Junta Directiva organizando talleres de mecánica dirigidos a obreros mecánicos, torneros y metalúrgicos.
En 1924 conoce al entonces director del Museo Pedagógico Nacional, Manuel Bartolomé Cossío, del que luego escribirá en sus memorias “un hombre distinto de los demás”, impresión profunda que se reflejaría luego al ponerle su nombre a su gran proyecto pedagógico en la capital valenciana.
Casado con María Alvargonzález, juntos fundarían en Valencia la "Escuela Cossío", instalada en la Avenida 14 de abril, cuyas aulas estuvieron abiertas desde 1930 hasta el final de la guerra civil, impartiendo las nuevas fórmulas pedagógicas de la Institución Libre de Enseñanza creada por Francisco Giner de los Ríos, dentro del ideario ético del krausismo. En ella, además del importante apoyo de su esposa, colaboraron otros amigos como, por ejemplo, María Moliner.
En 1931 fue delegado del Patronato de las Misiones Pedagógicas, y participó en las misiones de Jaraguas (22-04-1933), Ademuz (24-06-1933), Manzanera (12-08-1933) y Narboneta, Sinarcas y otros pueblos (30-03-1934).
En 1939, tras la derrota de la Segunda República Española Navarro Alcacer sufrió los excesos de la depuración franquista del magisterio español y fue expedientado. No obstante, requerido por Manuel Lora Tamayo, entre 1947 y 1963, Navarro Alcacer trabaja, bien reconocido, en el Instituto del Hierro y el Acero, y llegaría a ser una autoridad en el capítulo de la Fundición en el entorno cinentífico-industrial amparado por el CENIM.

## Obras
- La Escuela Cossío de Valencia. Historia de una ilusión (1930-1939). (Publicada ya nonagenario). ISBN 9788450097498
- Fundición de hierro: Fundición gris de alto valor (ediciones de 1947 en Editorial Dossat, con ISBN 15041141947, y de 1992).[10]
- "El educador y el artista", con motivo de la muerte de Manuel Bartolomé Cossío, publicado en El Mercantil Valenciano (20 de septiembre de 1935) y en el Boletín de la Institución Libre de Enseñanza (BILE, LIX, 1935; páginas 247-250).
- Tierras de moldeo. Editada en 1937 por la Comisión Delegada de la Junta en Valencia. Reeditada en 1949 por Editorial Tecnos.
- Ensayo de sistematización teórica en el estudio de la resistencia estática de la fundición gris, Instituto del Hierro y el Acero, 1955. Madrid.